# Олчененго
Олченѐнго (на италиански: Olcenengo; на пиемонтски: Os'nengh, Озъненг) е село и община в Северна Италия, провинция Верчели, регион Пиемонт. Разположено е на 149 m надморска височина. Населението на общината е 745 души (към 2010 г.).